# Viện trợ nước ngoài cho Việt Nam
Chương trình hỗ trợ của Ngân hàng Thế giới về viện trợ nước ngoài cho Việt Nam có ba mục tiêu: để hỗ trợ quá trình chuyển đổi của Việt Nam sang nền kinh tế thị trường, tăng cường phát triển công bằng và bền vững, và để thúc đẩy sử quản lý tốt hơn. Từ 1993 đến 2004, Việt Nam đã nhận được cam kết hỗ trợ phát triển chính thức (ODA) 29 tỉ USD, trong đó có khoảng 14 tỉ USD, tức 49% đã được giải ngân. Riêng năm 2004 các nhà tài trợ quốc tế đã cam kết vốn ODA cho Việt Nam là 2,25 tỷ USD, trong đó có 1,65 tỷ USD đã được giải ngân. Ba nhà tài trợ đóng góp đến 80% lượng vốn giải ngân năm 2004 là: Nhật Bản, Ngân hàng Thế giới và Ngân hàng Phát triển châu Á. Trong giai đoạn 2006-10, Việt Nam hy vọng sẽ nhận được 14-15 tỷ USD vốn ODA.

## Lịch sử
Vào cuối những năm 1970, Việt Nam thăm dò dầu khí ngoài khơi với sự hỗ trợ của các công ty Tây Đức, Ý và Canada cho đến năm 1981 thì kết thúc, nhưng sau lại tiếp tục với sự hỗ trợ kỹ thuật của Liên Xô.

### Trung Quốc
Theo các báo cáo, viện trợ của Trung Quốc cho Việt Nam là gần 300 triệu USD trong năm 1977 và 1978 nhưng giảm xuống còn không vào năm 1979 và đi kèm với đó, quá trình khôi phục sản xuất than của Việt Nam bị ảnh hưởng sâu sắc bởi sự thiếu hụt công nhân Trung Quốc.

### Nhật Bản
Năm 1979, Nhật Bản tạm ngưng quỹ Hỗ trợ Phát triển Chính thức của mình (một hỗn hợp các khoản tài trợ và các khoản vay lãi suất thấp lên tới 135 triệu USD) cho Việt Nam và khôi phục lại khi Việt Nam rút quân khỏi Campuchia.

### Thụy Điển
Thụy Điển là nước Tây Bắc Âu viện trợ không hoàn lại lớn nhất cho Việt Nam, tổng viện trợ khoảng 2,5 tỷ USD, tập trung vào các lĩnh vực: y tế, cải cách kinh tế, xây dựng thể chế, cải cách hành chính, luật pháp, phát triển nguồn nhân lực, môi trường và biến đổi khí hậu, chống tham nhũng, nhà nước pháp quyền,….
Tại Hội nghị CG tháng 12/2011, Thụy Điển đã không còn cam kết cung cấp ODA cho Việt Nam nữa do quan hệ hợp tác phát triển giữa hai nước đang chuyển dần từ hình thức cho nhận sang hợp tác đối tác bình đẳng, cùng có lợi. Sau năm 2013, Thụy Điển sẽ hoàn toàn chấm dứt cung cấp viện trợ không hoàn lại cho Việt Nam.
Trước đây, với sự hỗ trợ của Tổ chức hợp tác phát triển quốc tế Thụy Điển (SIDA), hợp tác văn hóa, giáo dục và khoa học công nghệ hai nước phát triển mạnh. Thụy Điển đã giúp ta đào tạo chuyên gia, kỹ sư, tiến sĩ trong các ngành lâm nghiệp, giấy, năng lượng (thủy điện, nhiệt điện, năng lượng hạt nhân…), công nghệ sinh học, y học, báo chí. Các trường ĐH, viện nghiên cứu hai nước thiết lập mối quan hệ hợp tác chặt chẽ trong việc đào tạo và trao đổi sinh viên, nghiên cứu sinh, học thuật (Đại học Y Hà Nội, Học viện Karolinska, Đại học Bách khoa Hà Nội, Đại học Công nghệ Hoàng gia Stockholm, Đại học Lund, Đại học Umea, Đại học hàng hải Malmo…); các hoạt động giao lưu văn hóa, nghệ thuật (điện ảnh, hội họa, ba lê, văn học…) diễn ra rất tích cực. Tuy nhiên, những năm gần đây, hợp tác trong các lĩnh vực này có chiều hướng chững lại và suy giảm. Đặc biệt là sau khi Thụy Điển bỏ chế độ miễn học phí cho các sinh viên ngoài EU nên không còn hấp dẫn với sinh viên Việt Nam.